# Tarachocelis
Tarachocelis (лат.) — ископаемый род мелких насекомых из семейства Tarachocelidae. Семейство выделено в отряд Tarachoptera, близкий к бабочкам и ручейникам (надотряд Amphiesmenoptera). Обнаружены в бирманском янтаре мелового периода (Юго-Восточная Азия, Мьянма, возраст около 99 млн лет).

## Описание
Мелкого размера крылатые насекомые, длина тела около 2—3 мм (длина переднего крыла около 3 мм). Голова вытянутая и немного сплющенная в спинно-брюшком направлении. Скапус и педицель вместе примерно равны диаметру глаза. Жгутик усика состоит из 23 члеников. Мембрана передних крыльев покрыта редко расположенными волосовидными и веретеновидными чешуйками. От близких родов (Kinitocelis, Retortocelis) отличается следующими признаками: передние крылья с Cu2, в задних крыльях Cu неразветвленные, самцы с андрокониальными чешуйками на стеблях радиальных и медиальных жилок на нижней (передние крылья) и верхней (задние крылья) стороне.
Впервые был описан в 2017 году немецкими и китайскими энтомологами из научных учреждений Берлина, Кёльна, Кесхофена, Нанкина и Пекина по типовой серии из бирманского янтаря (Мьянма).
- Tarachocelis emmarossae Mey & Wichard, 2023[2]
- Tarachocelis microlepidopterella Mey, Wichard, Müller et Wang, 2017